# Numata, Gunma
Numata (japanska: 沼田市?, Numata-shi) är en stad i Gunma prefektur i Japan. Staden fick stadsrättigheter 1954.